# Estación de Lasarte-Oria
La estación de Lasarte-Oria es una estación ferroviaria situada en la confluencia de las calles Mayor, San Sebastián e Hipódromo del municipio guipuzcoano de Lasarte-Oria. Pertenece a la empresa pública Euskal Trenbide Sarea, dependiente del Gobierno Vasco. Da servicio a la línea del metro de San Sebastián del operador Euskotren Trena, denominada popularmente el Topo. La estación, inaugurada en 1998, junto con el ramal desde la línea principal, sustituyó al antiguo apeadero, al norte del municipio.

## Accesos
- Salida